# سابرينا سيدني
سابرينا بيكنيل (بالإنجليزية: Sabrina Sidney) (1757 حتى 8 سبتمبر من عام 1843)، والمعروفة باسم سابرينا سيدني، امرأة بريطانية تُركت في مستشفى فاوندلينغ للأطفال اللقطاء في لندن عندما كانت لا تزال طفلة رضيعة، وأخذها المؤلف توماس داي عندما بلغت سن الثانية عشرة محاولاً جعلها الزوجة المثالية التي كان يرغب بها، إلا أنها نشأت لتصبح زوجة أحد أصدقاء داي، كما أصبحت مديرة مدرسة.
قرر داي تعليم فتاتين بعيداً عن الطيش مستلهماً ذلك من كتاب جان جاك روسو «إميل أو عن التربية»، باستخدام أسلوبه الخاص، بعد أن رفضته العديد من النساء خلال محاولته العثور على زوجة تتقاسم معه أفكاره وعقيدته.
اختار داي وصديقه المحامي جون بيكنيل في عام 1769، سيدني وفتاة أخرى من دار الأيتام تُدعى لوكريشيا، وادعيا بأنهما تبنيا الفتاتين من أجل صديق داي المدعو ريتشارد لوفيل إيدجورث. أخذ داي الفتاتين إلى فرنسا وعزلهما ليبدأ بأساليب روسو التعليمية، إلا أنه عاد مع سيدني إلى ليتشفيلد بعد فترة قصيرة، إذ اعتبر لوكريشيا غير مناسبة لتجربته. استخدم داي أساليب غير عادية وغريبة وقاسية في بعض الأحيان في محاولة زيادة قدرتها على التحمل، مثل إحراق تنانيرها، وتقطير الشمع الساخن على ذراعيها وجعلها تنزل بكامل ملابسها إلى البحيرة لاختبار مقاومتها للماء البارد.
عندما بلغت سيدني سن المراهقة، أقنع إيدجورث صديقه داي بأن تجربة زوجته المثالية قد باءت بالفشل وأن عليه أن يُرسل سيدني بعيداً، لأنه من غير المناسب أن يعيشا معاً لوحدهما. رتب داي لسيدني إجراءات خضوعها لتغييرات مهنية وسكنية تجريبية، إذ التحقت أولاً بمدرسة داخلية، ثم تدربت عند عائلة أحد الخياطين، لتصبح في نهاية المطاف مدبرة المنزل لدى داي، لاحظ داي التغيرات واضحةً في سيدني فعرض عليها الزواج، ولكنه سرعان ما غير رأيه لأنها لم تتبع تعليماته الصارمة، فأرسلها بعيداً مرةً أخرى إلى أحد المنازل الداخلية، لتعمل بعد ذلك مرافقةً لإحدى السيدات. سعى بيكنيل خلف سيدني في عام 1783، وتقدم للزواج منها، كما أخبرها بالحقيقة حول تجربة داي، فواجهته مستاءة عبر سلسلة من الرسائل. اعترف داي بالحقيقة إلا أنه رفض الاعتذار منها. تزوجت سيدني من بيكنيل وأنجبت منه طفلين قبل وفاته في عام 1787، كما استمرت بإدارة المدارس لصالح المدير المدعو تشارلز بورني.
نشرت آنا سيوارد كتاباً في عام 1804، تتناول فيه نشأة سيدني. ادعى إيدجورث في مذكراته أن سيدني كانت قد أحبت داي، إلا أن سيدني ذكرت بأنها كانت تعيسة مع داي، فقد اعتبرها عبدةً له.

## النشأة
ولدت سيدني في عام 1757 في كليركينويل في لندن، وتُركت في المستشفى المختص برعاية وتعليم الأطفال الذين تخلى عنهم أهلهم، المعروف باسم مستشفى فاوندلينغ في تاريخ 24 مايو من عام 1757 من قبل شخص مجهول الهوية ترك ملاحظةً تفيد بأن اسم المعمودية للطفلة كان مانيما باتلر وأنها عُمدت في كنيسة سانت جيمس في كليركنويل.
كان أحد الشروط أن يكون عمر الأطفال أقل من 6 أشهر عند دخولهم إلى مستشفى فاوندلينغ للأطفال اللقطاء، إلا أنه لم تكن هناك سجلات أكثر دقة عن أعمارهم، كما اشتُرط أيضاً إعطاء اللقطاء اسماً جديداً ورقماً مرجعياً، وبذلك أصبحت سيدني الفتاة المعروفة باسم آن كينغستون التي تحمل الرقم 4759. انتقلت مع مرضعتها ماري بينفولد إلى واتون، سيري، حيث بقيت هناك حتى أكملت العامين في عام 1759. كان من المعتاد أن يظل الطفل مع مرضعته حتى بلوغه سن الخامسة أو السادسة، ولكن بسبب تدفق أعداد كبيرة من الأطفال حديثي الولادة إلى مستشفى فاوندلينغ، نُقل العديد من الأطفال الذين لم يعودوا بحاجة إلى مرضعاتهم بمن فيهم سيدني، إلى فرع شروزبري التابع لمستشفى فاوندلينغ. لم تنتهي أعمال البناء في شروزبري حتى عام 1765، لذلك حصلت سيدني وغيرها من الأطفال على الرعاية في منزل الممرضة آن كاسويل.

## تجربة داي

### نبذة مختصرة
كان توماس داي عازباً ورث ثروته عن والده مذ كان رضيعاً، تميز بوجهه الذي تملؤه علامات الجدري وبشخصيته المكتئبة وطباعه الحادة. التحق داي بكلية كوربوس كريستي في أكسفورد لدراسة الفلسفة، وقرر في تلك الأثناء أن يكرس حياته ليصبح رجلاً نبيلاً متخلياً عن الرفاهية ومركزاً على الإيثار، فوضع قائمة بالشروط التي يجب أن تتوفر في زوجته المستقبلية، إذ يجب عليها أن تخضع له وأن تكون طاهرة وفي نفس الوقت قادرة على مناقشة الفلسفة والعيش دون طيش. رُفض من قبل العديد من النساء عندما كان في الجامعة بسبب معاييره العالية وشخصيته غير المحببة بشكل عام.
تعرف داي إلى أعمال جان جاك روسو بفضل صديقه ريتشارد لوفيل إيدجورث، إذ تشارك الاثنان تقارباً محدداً لعمل روسو «إميل أو عن التربية». بعد مغادرة أكسفورد حاول داي وإيدجورث تطبيق أسلوب روسو بالتعليم على ديك ابن إيدجورث الأول. وقع داي في حب أخت إيدجورث خلال مرافقته إلى إيرلندا بصفته معلماً لديك، إلا أنها رفضته كما فعلت بعدها ثلاث نساء أخريات في تعاقب سريع.
توصل داي إلى استنتاج مفاده أنه لن يتمكن من العثور على زوجة تتفق ومعاييره العالية، لذلك قرر أن ينشئ بنفسه زوجته المثالية متأثراً بشخصية صوفي في كتاب إميل لروسو، وذلك من خلال تربيتها منذ بلوغها سن المراهقة متبعاً التقنيات المنصوص عليها في الكتاب. تآمر مع صديقه المحامي جون بيكنيل لإيجاد فتاتين يمكنه أن يرعاهما ويعدهما كزوجات مثاليات.

### اختيار الفتيات
بعد ميلاد داي الواحد والعشرين في يونيو من عام 1769، سافر برفقة جون بيكنيل إلى مستشفى شورزبوري للأيتام لاختيار الفتاة الأولى لهذه التجربة. كانت سيدني تبلغ 12 عاماً حينها، سمراء البشرة ذات شعر كستنائي وعيون داكنة، نحيلة القامة ذات رموش طويلة وصوت جميل فاختارها بيكنيل على الفور.
لم يخبر داي وبيكنيل صمويل ماغي أمين دار الأيتام بالتجربة، بل أخبروه أن سيدني ستعمل خادمة في منزل إيدجورث الريفي في بيركشاير، وسيكون إيدجورث مسؤولًا قانونياً عن سيدني تماشياً مع متطلبات دار الأيتام بأن يتحمل رجل متزوج المسؤولية.

### التعليم في فرنسا
أراد داي أن يعزل الفتاتين عن التأثيرات الخارجية أثناء محاولته تعليمهما، لذلك قرر نقلهما إلى فرنسا في بداية تشرين الثاني من عام 1769، ومن أجل حماية نفسه من التداعيات القضائية لتجربته وللابتعاد عن القيل والقال في المجتمع. سافر الثلاثي إلى أفينيون واستأجر داي منزلاً هناك. لم يوظف داي خدماً يتحدثون الإنكليزية على الرغم من كون الفتاتين لا تتكلمان الفرنسية، ليتأكد من أنه سيكون الشخص الوحيد الذي سيؤثر عليهما.
ركز داي خلال تعليمه الفتاتين على أسلوب إميل، فوسع معارفهما التي تلقياها في مستشفى فاوندلينغ في القراءة والحساب الأساسي، وعلمهما الكتابة. كما كان يعتقد بأن الفتيات يجب أن يتعلمن إدارة المنزل إذ إنهن مكلفات بالطهي والتنظيف وغيرها من الأعمال المنزلية. وبما أنه كان يريد أن يكون قادراً على مناقشة المفاهيم المعقدة معهما، علمهما النظريات البدائية في الفيزياء والجغرافيا وكلفهما بمراقبة تغير الفصول وتسجيل شروق الشمس وغروبها.

### العودة إلى إنجلترا
كان داي خلال وجوده في فرنسا محتاراً حيال الفتاة التي يجب أن يختارها للمضي قدماً في تجربته، كانت كلتاهما جميلتين. فلوكريشيا كانت أكثر مرحاً، بينما سيدني كانت أكثر تحفظاً وإدراكاً.
عاد الثلاثة إلى إنجلترا في ربيع عام 1770، وقرر داي أن يواصل التجربة مع سيدني التي أخذها إلى ستو هاوس في ليتشفيلد، حيث استمر في تدريبها وتعليمها في نفس الوقت الذي كانت مسؤولةً فيه عن العمل باعتبارها خادمة لأربعة طوابق من المنزل.
حاول داي زيادة مقاومة سيدني للألم من خلال إسقاطه شمعاً ساخناً على ظهرها وذراعيها أو وخزها بالدبابيس وكان يأمرها بعدم الصراخ، كما اختبر قدرتها على حفظ الأسرار فأخبرها بأن حياته كانت معرضة للخطر وأنه يجب عليها ألا تخبر أحدًا. أمر داي سيدني بالنزول إلى بركة المنزل حتى تصل المياه إلى رقبتها في محاولة منه لزيادة مقاومتها للبرد، ثم جعلها تستلقي في المروج القريبة حتى تجف ملابسها وشعرها في الشمس. أخيراً ولاختبار مقاومتها للرفاهية، أعطاها صندوقاً كبيراً من الملابس الحريرية المصنوعة يدوياً وجعلها ترميها في النار.

### الابتعاد عن داي
بدأت سيدني بحلول عام 1771 بالتشكيك في أسلوب داي وأخذت تتذمر من الأعمال التي كان عليها القيام بها، كما بدأ المجتمع المحلي بالتساؤل عن علاقة سيدني بداي، وفي يوم الميلاد أقنع إيدجورث داي بفشل تجربته وأن سيدني أصبحت كبيرة في السن لتعيش معه لوحدها دون وصاية. اقتنع داي بوجهة نظر إيدجورث فأرسل سيدني إلى مدرسة سوتون كولدفيلد الداخلية في وارويكشاير في أوائل عام 1771، حيث بقيت هناك لمدة ثلاث سنوات، حتى خلال الأعياد وعطل نهاية الأسبوع، اشترط داي على المدرسة تعليمها مواد أكاديمية دون الرقص أو الموسيقى.
زار داي سيدني في عام 1774 وأبلغها أنها ستتربَّ عند عائلة باركنسون التي عملت في مجال صناعة الأزياء، وسلمها للعائلة بشرط أن تعمل بجد في الأعمال المنزلية وأن تُحرم من الرفاهية والكماليات. أفلست عائلة باركنسون بعد أقل من عام فأصبحت سيدني بذلك دون مهنة أو مكان تسكن فيه. أجرى داي الترتيبات لبقاء سيدني مع أصدقائه «عائلة كير»، كما لمّح إلى أنها قد تكون مدبرة في منزله الخاص، فعند بلوغ سيدني عامها الثامن عشر، استعاد داي تفكيره بها كزوجة محتملة إلا أنه لم يخبرها عن نواياه وأن تربيتها كانت جزءاً من تجربته.

### الخطوبة المفسوخة
حاول داي مجدداً تشكيل سيدني لتتحول إلى المرأة المثالية بالنسبة له، وقد اعتقد أخيراً أنه قد خلق المرأة التي تلبي جميع متطلباته. أخبر أحد أصدقاء داي سيدني برغبة داي بالزواج منها، فواجهته بهذه الشائعات واعترف بكونها صحيحة ولكنه لم يخبرها بأنه كان يخطط لذلك منذ اليوم الأول الذي قابلها فيه.
لم ترفض سيدني اقتراح داي، لذلك بدأ بالتخطيط للزفاف الذي وافقت عليه سيدني في النهاية. ترك داي سيدني مع أصدقائه لبضعة أيام خلال استعدادات الزفاف بعد أن أعطاها تعليمات صارمة حول ما يجب عليها ارتداؤه، لكنه فوجئ بعد عودته أنها لم تلتزم بما طلبه منها، فغضب كثيراً ما أدى إلى هروب سيدني لعدة ساعات فألغى داي الزفاف، وأرسل سيدني إلى أحد المنازل الداخلية في برمنغهام.

## الإرث
طلبت سيدني من أصدقائها ألا يناقشوا ماضيها، إذ اعتبرت أن بدايتها المتواضعة وسوء معاملة داي لها ستشوه سمعتها. مع ذلك، فقد كتبت آنا سيوارد عن نشأة سيدني في مذكراتها عن حياة الدكتور داروين. انتقدت الصحافة الكتاب بما أن سيوارد قد ذكرت اسم سيدني بشكل علني، كما غضب ابن سيدني لمعرفته ماضي والدته. صرح إيدجورث في مذكراته في عام 1820، عن اعتقاده بأن سيدني قد أحبت داي، إلا أن سيدني ذكرت أن داي جعلها تعيسة وعاملها كما لو كانت عبدة له.
قورنت طريقة تعليم سيدني بمسرحية بيجماليون لجورج برنارد شو، التي ربما كانت مستوحاة من قصتها. كما كان هناك تشابه قوي بين نشأة سيدني ورواية من عام 1871 لهنري جيمس باسم «ووتش آند وورد»، ورواية أخرى لانتوني ترولوبز «أورلي فارم». سُردت قصة حياتها في كتاب ويندي موور في عام 2013 بعنوان «كيف تصنع الزوجة المثالية» وصُورت في مسرحية بي بي سي راديو بعنوان «التعليم غير المثالي لسابرينا سيدني».